# ساندرا پاروسژوسکی
ساندرا پاروسژوسکی (به انگلیسی: Sandra Paruszewski،  زادهٔ ۳ نوامبر ۱۹۹۳) یک کشتی‌گیر آزادکار زن اهل کشور آلمان است. وی سابقه حضور در المپیک ۲۰۲۴ پاریس را دارد.